# Potrerillos Abajo
Potrerillos Abajo est un corregimiento situé dans le district de Dolega, province de Chiriquí, au Panama. En 2010, la localité comptait 1 815 habitants.
Le nom « Potrerillos » est dérivé des nombreux murs de pierre construits par les indigènes il y a plusieurs siècles. Les murs ont été construits par le travail forcé sous la direction des colons espagnols pour former des pâturages pour leur bétail. La région de Potrerillos est divisée en deux villes, Potrerillos Arriba et Potrerillos Abajo, qui signifient respectivement « supérieur » et « inférieur ». Les deux villes sont situées près de la ville de David et du volcan Barú.